# Leki (företag)
Leki är en tysk tillverkare av sportutrustning, främst skidstavar av olika slag. Företaget grundades ett tiotal år efter andra världskriget som en hobby av Karl Lenhart, en flygplansingenjör och hängiven skidåkare, som insåg att aluminium var ett bättre material för stavar än dåtidens tunga stålstavar.